# Stairway to Heaven
〈Stairway to Heaven〉은 영국의 록 밴드 레드 제플린의 노래로, 1971년 11월 8일, 애틀랜틱 레코드를 통해 밴드의 네 번째 스튜디오 음반 (일반적으로 《Led Zeppelin IV》로 알려짐)에 수록되어 발매되었다. 이 곡은 밴드의 기타리스트 지미 페이지가 작곡하고 보컬리스트 로버트 플랜트가 가사를 썼으며, 역대 최고의 록 노래 가운데 하나로 널리 평가된다.
이 곡은 세 개의 구간으로 이루어져 있으며, 각 구간은 점차 빠른 템포와 더 큰 볼륨으로 진행된다. 곡은 어쿠스틱 악기 (기타와 리코더)로 느린 템포에서 시작한 뒤 일렉트릭 악기를 도입한다. 마지막 구간은 업템포 하드 록 편곡으로, 페이지의 기타 솔로와 플랜트의 보컬이 돋보이며, "And she's buying a stairway to heaven"라는 애절한 아카펠라 구절로 마무리된다.
〈Stairway to Heaven〉은 2000년 VH1의 "역사상 가장 위대한 록 음악 100곡" 목록에서 3위로 선정되었으며, 2004년에는 《롤링 스톤》이 선정한 "역사상 가장 위대한 노래 500곡" 목록에서 31위에 올랐다. 이 곡은 미국에서 단 한 번도 싱글로 상업 발매된 적이 없음에도 불구하고 당시 FM 라디오 방송국에서 가장 많이 신청된 곡이었다. 2007년 11월, 레드 제플린의 음반 《Mothership》 발매를 홍보하기 위한 다운로드 판매를 통해 영국 싱글 차트에서 37위에 올랐다.

## 작곡 및 녹음
이 노래는 1970년, 지미 페이지와 로버트 플랜트가 레드 제플린의 다섯 번째 미국 콘서트 투어 이후 웨일스의 외딴 오두막 브론-이르-아우르에서 시간을 보내던 중에 시작되었다. 페이지에 따르면, 그는 "오랜 기간에 걸쳐 음악을 썼으며, 첫 부분은 어느 날 밤 브론-이르-아우르에서 나왔다" 한다. 페이지는 항상 카세트 레코더를 곁에 두었고, 〈Stairway to Heaven〉의 아이디어는 녹음된 음악의 조각들에서 모아졌다. 플랜트가 헤들리 그레인지의 저녁 장작불 옆에서 쓴 첫 번째 가사 시도는 부분적으로 즉흥적으로 만들어진 것이었고, 페이지는 "가사의 상당 부분이 그 자리에서 즉석으로 쓰였다"고 주장하였다. 페이지가 코드를 퉁기고 있었고, 플랜트는 연필과 종이를 들고 있었다.
레드 제플린은 1970년 12월, 런던 베이싱 스트리트에 새로 문을 연 아일랜드 레코드 녹음 스튜디오에서 〈Stairway to Heaven〉의 녹음을 시작하였다. 이 노래는 1971년 햄프셔주의 헤들리 그레인지에서 진행된 《Led Zeppelin IV》 세션 동안 플랜트가 가사를 추가하면서 완성되었다. 이후 페이지는 아일랜드 스튜디오로 돌아가 그의 기타 솔로를 녹음하였다.
완성된 스튜디오 녹음은 1971년 11월 《Led Zeppelin IV》에 수록되어 발매되었다. 밴드의 음반사 애틀랜틱 레코드는 이를 싱글로 발매하기를 원했지만, 밴드의 매니저 피터 그랜트는 1972년과 1973년 두 차례 모두 그 요청을 거절하였다. 그 결과 많은 사람들이 네 번째 음반을 마치 싱글처럼 구입하였다.

## 인증
| 국가                               | 인증        | 판매량/출하량 |
| ---------------------------------- | ----------- | ------------- |
| 덴마크 (IFPI Danmark)              | 플래티넘    | 90,000        |
| 이탈리아 (FIMI) sales since 2009   | 2× 플래티넘 | 100,000       |
| 뉴질랜드 (RMNZ)                    | 4× 플래티넘 | 120,000       |
| 스페인 (PROMUSICAE)                | 플래티넘    | 50,000        |
| 영국 (BPI) 2000 release            | 2× 플래티넘 | 1,200,000     |
| 미국 digital sales                 | —           | 1,700,000     |
| 판매량+스트리밍을 기반으로 한 인증 |             |               |